# Klingon (sprog)
Klingon (på klingon tlhIngan Hol) er et kunstsprog lavet af Marc Okrand for filmselskabet Paramount Pictures forud for filmen Star Trek III - Jagten på Spock fra 1984. I filmen tales sproget af en art rumvæsener kaldet klingonere. Marc Okrand skabte sproget med den på jorden sjældne ordstilling objekt-verbum-subjekt for at få det til at virke mere fremmedartet.
Foruden lærebøger og ordbøger findes der mindst tre jordiske bøger oversat til klingon: Hamlet og Stor ståhej for ingenting af William Shakespeare og det oldbabylonske epos Gilgamesh.
De ikke-fiktive talere af klingon er primært entusiastiske fans af science fiction-serien og -filmene om Star Trek-universet.
Klingon har ISO 639-koden tlh.